# 4.ª División Aérea
La 4ª División Aérea (Flieger-Division. 4) fue una unidad militar de la Luftwaffe durante la Segunda Guerra Mundial.

## Historia
Formada el 1 de agosto de 1938 en München desde el 5.º Comandante Superior Aéreo. El 1 de noviembre de 1938 como 21.º División Aérea, pero el 1 de febrero de 1939 es vuelto a ser renombrado como la 4ª División Aérea. El 11 de octubre de 1939 es redesignado al IV Cuerpo Aéreo.

## Comandantes
- Mayor general Hellmuth Bieneck – (1 de agosto de 1938 – 31 de enero de 1939)
- General de Vuelo Alfred Keller – (1 de febrero de 1939 – 11 de octubre de 1939)

### Jefes de Operaciones (Ia)
- Coronel Alexander Holle – (1 de agosto de 1938 – 11 de octubre de 1939)

## Bases
| Agosto de 1938 – noviembre de 1938      | München      |
| Noviembre de 1938 – octubre de 1939     | Braunschweig |
| Octubre de 1939 – 11 de octubre de 1939 | Düsseldorf   |

## Subordinado
| Agosto de 1938 – noviembre de 1938  | 3.º Comando del Grupo de la Fuerza Aérea |
| Noviembre de 1938 – febrero de 1939 | 2.º Comando del Grupo de la Fuerza Aérea |
| Febrero de 1939 – octubre de 1939   | 2.º Flota Aérea                          |